# Jiří Lamberk
Jiří Lamberk (* 10. března 1948, Praha) je český lékař a spisovatel.

## Životopisné údaje
Rodina jeho otce pochází z hanáckého Přerovska. Během studií na SVVŠ Velvarská, Praha 6 zkouší první literární krůčky v „Divadélku v suterénu“ při Ústředním domě armády v Dejvicích (Autorské divadlo Jana Cimického a Jiřího Lamberka; písničky, poezie, kabaret).
Studia na lékařské fakultě UK v Praze ukončil v roce 1972.
Krátce pracoval v nemocnici v Českém Brodě. Od roku 1976 žije v USA, kde působí jako anesteziolog v Miami na Floridě. Vybudoval si tam úspěšnou kariéru nejprve v University Of Miami/Jackson Memorial Hospital. V současnosti působí v Memorial Hospital Hollywood, Florida a navíc jako docent vyučuje na Nova University Fort Lauderdale, Florida.
Výrazná osobnost v „American Czech-Slovak Cultural Club“.

## Literární tvorba
- Můj dědeček Jakub Lasch – židovské povídky z moravského venkova, sepsal autorův otec Ing. Karel Lamberk. Po otcově smrti vydával v roce 2001 tyto postřehy Jiří Lamberk jako spoluautor a přitom poslední povídky byly již jeho vlastním dílem
- Miamské příběhy, spoluautor Martin Hořínek, vydáno 2002
- Nemocnice na kraji Miami, spoluautoři Ondřej Pýcha, Martin Hořínek, vydáno 2005
- Návraty : Nemocnice na kraji Miami, vydáno 2007
- Rozverné dny miamského lékaře, vydáno 2009
- Miamský prostopášník,vydáno 2011